# Secteur pavé de Camphin-en-Pévèle
Le secteur pavé de Camphin-en-Pévèle (ou Pavé de la Justice) est un secteur pavé de la course cycliste Paris-Roubaix situé à Camphin-en-Pévèle avec une difficulté actuellement classée quatre étoiles. À l'entrée du secteur, se trouve une plaque signifiant l'emplacement de la voie romaine de Tournai à Cassel par Estaires. Le secteur débute à la première route à gauche après l'entrée sud de Camphin-en-Pévèle. Après plusieurs centaines de mètres, les coureurs bifurquent sur la droite pour revenir vers Camphin. Le secteur débouche non loin de l'entrée du secteur du Carrefour de l'Arbre (n°4).

## Caractéristiques
- Longueur : 1 800 mètres
- Difficulté : 4 étoiles
- Secteur n° 5 (avant l'arrivée)

## Galerie photos

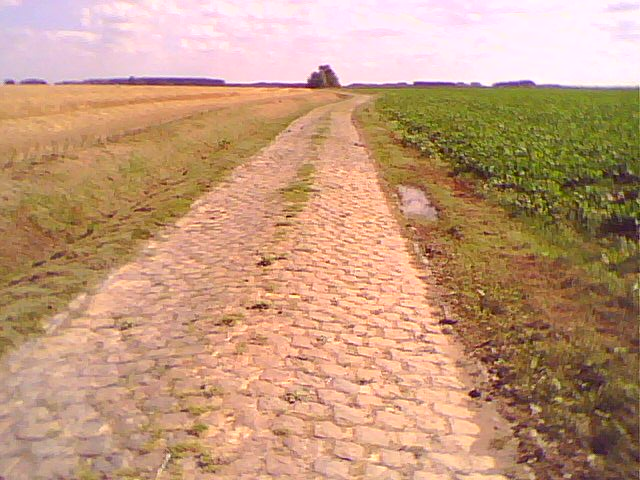
Vue de la fin du secteur
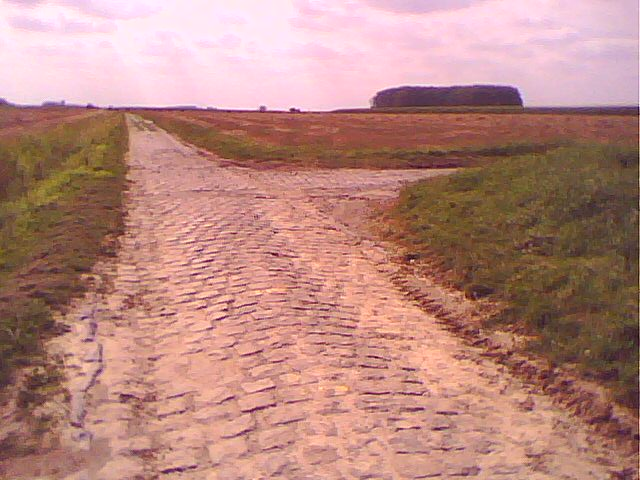
Bifurcation
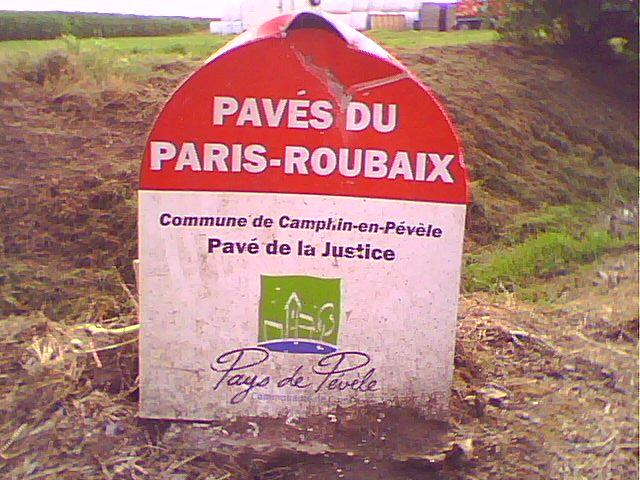
Panneau situé à l'entrée
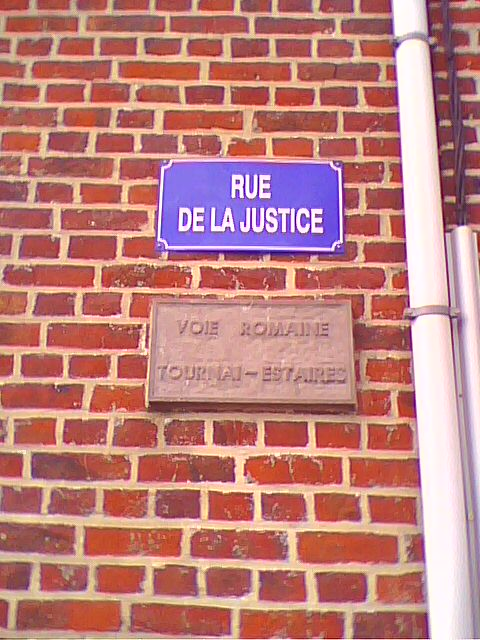
Plaque de la voie romaine Tournai-Estaires